# Дімітріс Папідімос
Дімітріс Пападімос (грец. Δημήτρης  Παπαδήμος, 1 травня 1918, Каїр, Єгипет — 3 травня 1994 року, Афіни, Греція) — грецький фотограф.

## Біографія
Димиторс Пападімос народився в Каїрі в 1918 році в єгипетській грецькії колонії. Фотографією захопився з юнацтва і в ранньому віці виявив бажання зайнятися кінематографом. Систематично фотографією почав займатися в роки Другої світової війни, коли він служив військовим фотографом у Грецьких збройних силах Близького Сходу та в Інформаційному бюро еміграційного грецького уряду. Знімав закінчення війни і збройне британське втручання в Греції в грудні 1944 року. Після війни він поєднав свої два захоплення — подорожі та фотографію. Протягом 10 років (1946—1956) і до остаточного переміщення до Греції Дімітріс Пападімос об'їздив Єгипет, країни Середземномор'я та Близький Схід. Результатом цих подорожей і співпраці з англійськими письменниками стали його виставки та ілюстровані книги подорожей. Одночасно він професійно займався кінематографом.
З 1956 по 1980 рік, він об'їздив усю Грецію, зробив безліч знімків. З 1956 року він був співробітником журналу «Листоноша» («Ταχυδρόμος») і одночасно співробітником Грецької організації туризму і Музею грецького народного мистецтва. У 1974 році видав альбом під заголовком «Греція яка зникає» (Η Ελλάδα που Φεύγει).
Після смерті Дімітріса Пападімоса в 1994 році його архів згідно з його заповітом був подарований дружиною і сином Інституту культури Національного банку Греції (Μ.Ι.Ε.Τ). Архів містить фотографічний матеріал з країн Середземномор'я, зібраний Дімітрісом Пападімосом протягом сорока років. Більша частина матеріалу присвячена Єгипту і Греції. Архів включає в себе близько 65.000 негативів: Пейзажі і люди пустелі, Ніл, Синай, Гана, Кіпр, материкову і острівну Грецію. У воєнний період Дімітрос Пападімос фотографував сцени на Близькому Сході, Битва при Ріміні, військові події грудня 1944 року в Афінах, портрети грецьких, іноземних художників і письменників, таких як Мінос Аригиракис, Янніс Царухіс, Наталія Крейди, Еллі Ламбети, Йогоргос Сферіс, Жан Кокто та багатьох інших.

## Портрети Дімітріса Пападімоса

Мінос Аргіракіс
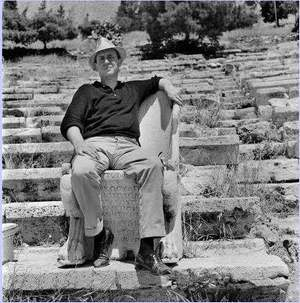
Янніс Царухіс,
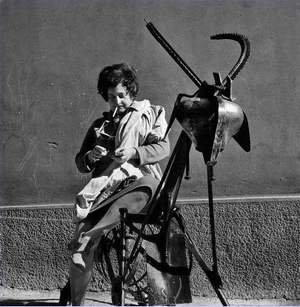
Наталія Мела
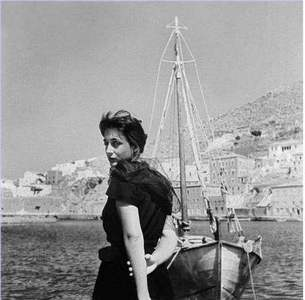
Еллі Ламбеті
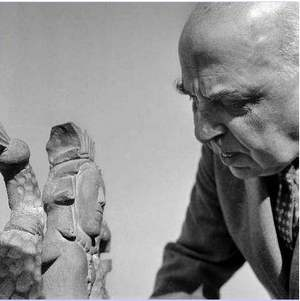
Йогоргос Сферіс
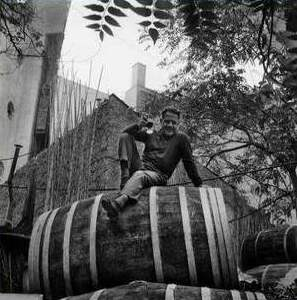
Лоренс Дарел
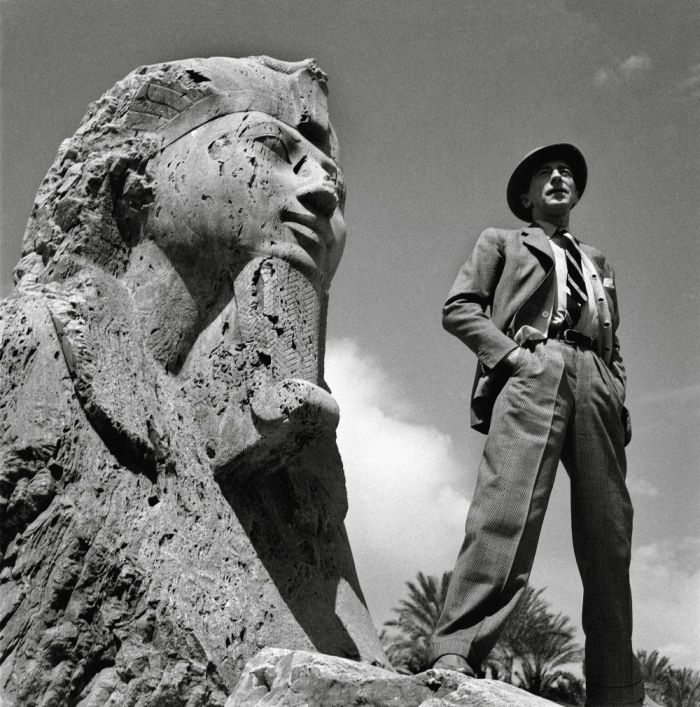
Жан Кокто